# James Marshall-Cornwall
James Handyside Marshall-Cornwall (27 mai 1887 - 25 décembre 1985) est un soldat de l'armée britannique du XXe siècle et un historien militaire.

## Éducation
Cornwall fait ses études à la Rugby School et à l'Académie royale militaire de Woolwich. Officier dans la Royal Field Artillery en 1907, lors de sa première période de congé annuel, il se rend en Allemagne pour étudier l'allemand. Il réussit ensuite l'examen de la Commission de la fonction publique en tant qu'interprète allemand de première classe, le premier des onze postes d'interprète qu'il devait obtenir. Il passe comme interprète de première classe en français, norvégien, suédois, hollandais hollandais et italien.

## Carrière militaire
Au déclenchement de la Première Guerre mondiale il rejoint le Corps du renseignement au Havre. En 1915, il est nommé capitaine au quartier général du 2e corps de la 2e armée. En 1916, il est promu major temporaire au quartier général du Corps expéditionnaire britannique (BEF), sous la direction de Douglas Haig. En 1918, il est affecté au War Office en tant que chef de la section MI3 de la direction du renseignement militaire, où il reste jusqu'à l'armistice.
Il est décoré de la Croix militaire en 1915  de l'Ordre du Service distingué et de la Légion d'honneur française, tous deux en 1917  de l'Ordre belge de la Couronne et de la Croix de Guerre en 1918  et de l'Américain Médaille du service distingué en 1919 .
En 1919, après avoir suivi le premier cours d'après-guerre au Staff College de Camberley  Cornwall est envoyé à la Conférence de la paix de Paris, où il travaille avec Reginald Leeper (en) et Harold Nicolson sur les nouvelles frontières de l'Europe. Plusieurs affectations au Moyen-Orient dans les années 1920 lui donnent l'occasion d'étudier les langues turque et grecque moderne.
En 1927, il est envoyé en Chine avec l'Artillerie royale (Force de défense de Shanghai), pour protéger la vie et les biens britanniques dans le règlement international de Shanghai. Cela lui permet d'apprendre le mandarin et de voyager beaucoup en Extrême-Orient avec sa femme.
De 1928 à 1932, il occupe le poste d'attaché militaire à Berlin . En 1934, après deux ans en tant que commandant de la 51st Highland division  Royal Artillery, basée à Perth, en Écosse, Marshall-Cornwall est promu au grade de major-général. Il passe les quatre années suivantes à voyager en Europe, en Inde et aux États-Unis, puis deux ans au Caire en tant que chef de la mission militaire britannique en Égypte  et devient comme interprète en arabe familier.
En 1938, il est promu lieutenant-général, chargé des défenses aériennes de la Grande-Bretagne . En mai 1940, il se rend en France pour aider à évacuer les troupes britanniques de Cherbourg, embarquant sur le dernier navire à quitter le port. Il prend le commandement du IIIe Corps en Angleterre en juin 1940, occupant le poste jusqu'en novembre 1940 .
En avril 1941, il devient officier général commandant les troupes britanniques en Égypte . Plus tard cette année-là, il est envoyé par Winston Churchill en Turquie pour tenter de persuader les Turcs d'entrer en guerre du côté des Alliés, une mission qui échoue .
Marshall-Cornwall reprend le Western Command en novembre 1941, mais est démis de ses fonctions à l'automne 1942 pour être sorti des canaux appropriés pour assurer la sécurité des quais de Liverpool. Il passe le reste de la guerre avec le Special Operations Executive et le MI6, essayant de promouvoir de meilleures relations entre eux. Il prend sa retraite de l'armée en 1943 .

## Après la vie militaire
Entre 1948 et 1951, il est rédacteur en chef des archives allemandes du Foreign Office capturées par l'armée britannique en 1945 et s'intéresse à l'histoire militaire. Il est président de la Royal Geographical Society (1954–58) .
Marshall-Cornwall est décédé dans sa 99e année le jour de Noël 1985.

## Vie privée
Cornwall rencontre Marjorie Coralie Scott Owen, qui conduisait une ambulance pour une mission de la Croix-Rouge auprès de réfugiés russes blancs, alors qu'elle campait dans la péninsule d'Izmit. Ils se marient au Pays de Galles en avril 1921. En 1927, il hérite d'un petit domaine en Écosse de son oncle William Marshall, à condition qu'il prenne le nom de famille de Marshall. Comme Marshall est l'un de ses prénoms, cela est réalisé par l'insertion d'un trait d'union. Les Marshall-Cornwalls ont un fils et deux filles. Leur fille aînée est décédée à l'âge de quatorze ans en 1938 après une opération de l'appendicite en Suisse. Leur fils est tué en France en 1944. Il est enterré à l'endroit où il est tombé, dans un verger près de Cahaignes, en Normandie. Après la guerre, le propriétaire présente l'emplacement de la tombe au père de la victime, qui à son tour demande que la tombe ne soit pas dérangée. Son autre fille Janet épouse Michael Willoughby (12e baron Middleton) le 14 octobre 1947 .

## Ouvrages
- Désarmement géographique: une étude de la démilitarisation régionale (1935).
- Maréchal Masséna (1965).
- Napoléon (1967).
- Grant en tant que commandant militaire (1970).
- Foch en tant que commandant militaire (1972).
- Haig en tant que commandant militaire (1973).
- Histoire du Club géographique (1976).
- A Memoir: Wars & Rumors of Wars (1984) (autobiographie).